# Петровичев Микола Олександрович
Микола Олександрович Петровичев (13 листопада 1918, село Делі Весьєгонського повіту Тверської губернії, тепер Весьєгонського району Тверської області, Російська Федерація — 29 серпня 2002, місто Москва) — радянський діяч, голова Державного комітету СРСР із професійно-технічної освіти (1983—1986). Кандидат історичних наук (1980). Депутат Верховної Ради СРСР 10—11-го скликань (у 1980—1986 роках). Кандидат у члени ЦК КПРС у 1971—1981 роках. Член ЦК КПРС у 1981—1986 роках.

## Біографія
Народився в селянській родині. З 1932 року працював на Ленінградському заводі підйомно-транспортного устаткування імені Кірова: учень-слюсар школи фабрично-заводського учнівства (1932—1934), слюсар-бригадир (1934—1937), заступник секретаря комітету ВЛКСМ (1937—1938), помічник директора школи фабрично-заводського учнівства із політично-виховної роботи (1938).
З 1938 року служив у Червоній армії. У 1938—1940 роках — курсант полкової школи, заступник політичного керівника роти окремого батальйону зв'язку. Член ВКП(б) з 1939 року.
У 1940—1941 роках — слухач курсів молодших політруків Московського військового округу. У 1941—1942 роках — інструктор, потім начальник Будинку Червоної Армії в Московському військовому окрузі. У 1942—1946 роках — начальник Будинку Червоної Армії в Південно-Уральському військовому окрузі.
У 1946—1947 роках — помічник директора школи фабрично-заводського учнівства, потім ремісничого училища № 42 із культурно-виховної роботи в місті Тушино Московської області.
У 1947—1950 роках — інструктор Тушинского міського комітету ВКП(б) Московської області.
У 1950—1952 роках — інструктор, у 1952—1953 роках — завідувач сектору відділу партійних, профспілкових і комсомольських органів Московського обласного комітету ВКП(б).
У 1953 році заочно закінчив Московський обласний педагогічний інститут імені Крупської, викладач історії.
У 1953—1954 роках — секретар партійного комітету апарату Московського обласного комітету КПРС.
У 1954—1958 роках — 1-й секретар Красногорського міського комітету КПРС Московської області.
У 1958—1960 роках — завідувач відділу пропаганди і агітації Московського обласного комітету КПРС. У 1960—1961 роках — завідувач відділу партійних органів Московського обласного комітету КПРС.
У 1961 році працював завідувачем сектору, у 1961—1963 роках — заступником завідувача відділу партійних органів ЦК КПРС по РРФСР. У 1963—1965 роках — заступник завідувача відділу сільського господарства ЦК КПРС.
У 1965—1966 роках — інспектор ЦК КПРС. У 1966—1968 роках — заступник, у 1968—1983 роках — 1-й заступник завідувача відділу організаційно-партійної роботи ЦК КПРС.
У липні 1983 — січні 1986 року — голова Державного комітету СРСР із професійно-технічної освіти.
З січня 1986 року — персональний пенсіонер союзного значення в Москві.
Похований на Троєкурівському цвинтарі Москви.

## Нагороди
- два ордени Леніна
- орден Жовтневої Революції
- два ордени Трудового Червоного Прапора
- медалі